# Christian Strenger
Christian Strenger (* 29. Mai 1943 in Baden-Baden) ist ein deutscher Wirtschaftswissenschaftler mit den Schwerpunkten in Corporate Governance und Asset Management.

## Werdegang
Christian Strenger studierte nach einer Bankausbildung bei Merck Finck & Co in München (1962–1964) an der Universität Köln von 1965 bis 1969 Wirtschaftswissenschaften und schloss das Studium als Diplom-Kaufmann ab. Es folgten 1970–1971 Trainee-Stationen im Corporate Finance und Asset Management bei Brown Brothers Harriman & Co. (Privatbank) und Chemical Bank in New York und bei S.G. Warburg (Merchant Bank) in London.
1972 trat Strenger in Frankfurt in die Deutsche Bank ein und wurde im Investment Banking zuständig für die Aktivitäten in Nordeuropa und Großbritannien. 1982 wechselte er als General Manager zur Filiale London mit Verantwortung für Corporate Finance und Asset Management. Von 1986 bis Juni 1991 war Christian Strenger Chief Executive Officer für das Investment Banking und Asset Management in Nordamerika in New York. In seine Zeit fiel u. a. die Begebung der an der NYSE gelisteten The Germany Funds und der Aufbau eines „Recognized Dealers in US Treasuries“. 1991 wurde er Sprecher der Geschäftsführung der Fondstochter DWS Investment (heute: Deutsche Asset Management Investment GmbH) in Frankfurt. Unter seiner Führung wuchs das für mehr als drei Millionen Anleger verwaltete Fondsvolumen der größten deutschen und europäisch führenden Publikums-Fondsgesellschaft auf über 150 Mrd. Euro. 1999 wechselte Strenger in den Aufsichtsrat, dem er weiterhin angehört.

## Mandate/Mitgliedschaften
Strenger war von 2001 bis Ende Februar 2016 Gründungsmitglied der Regierungskommission „Deutscher Corporate Governance Kodex“. Auf internationaler Ebene gehört Strenger mehreren Governance-Netzwerken und Beratungsgremien an. Dazu gehören das International Corporate Governance Network (ICGN), sowie die Global Governance Knowledge Group der International Finance Corporation (IFC) / Weltbank. Zu seinen aktuellen Aufsichtsratsmandaten gehören die Deutsche Asset Management Investment GmbH (Frankfurt) und The Germany Funds (New York). Frühere Aufsichtsratsmandate übte er u. a. bei Evonik Industries AG, Fraport AG, Metro AG und TUI AG aus.

## Akademisches Engagement
Strenger hielt und hält Vorlesungen an den Universitäten Delaware/USA, HHL Leipzig, Maastricht, Münster und Witten-Herdecke. Seit 2011 leitet Strenger an der HHL – Leipzig Graduate School of Management das Center for Corporate Governance gemeinsam mit zwei Ko-Direktoren. Er hält Vorlesungen im MBA-Programm der HHL. Auch aufgrund dieses Engagements ernannte der Senat der HHL Christian Strenger im September 2014 zum Honorarprofessor für Corporate Governance. Er verfasste zahlreiche Beiträge in wissenschaftlichen Journals und Fachzeitschriften.

## Ehrungen und Würdigungen
2003 erhielt Christian Strenger aus den Händen der Frankfurter Oberbürgermeisterin Petra Roth (CDU) das Bundesverdienstkreuz am Bande. 2014 wurde er vom ICGN, dessen Chairman er 2005/2006 war, mit dem Lifetime Achiever Award ausgezeichnet.

## Kulturelles Engagement
Christian Strenger engagiert sich für Kunst und Musik und unterstützt dabei die Schirn Kunsthalle Frankfurt (Vorsitzender des Vereins der Freunde), das Städel in Frankfurt (Kuratoriumsmitglied), die Kronberg Academy, das Gustav Mahler Jugendorchester (als Vorstandsmitglied) und die Stiftung Mozarteum Salzburg (Mitglied des Beirats).